# Mur de Trajà

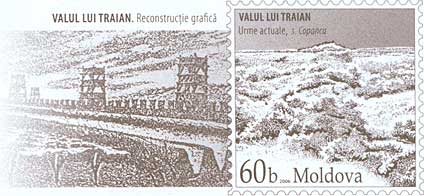
Mur de Trajà

El mur de Trajà (Valul lui Traian en romanès) és el nom que s'utilitza per a diverses fortificacions lineals de terra (vallum) que es troben a tot Europa de l'Est, a Moldàvia, Romania i Ucraïna.
Contràriament al nom i la creença popular, les muralles no van ser construïdes pels romans durant el regnat de Trajà, sinó durant altres períodes imperials. A més, l'associació amb l'emperador romà pot ser un invent acadèmic recent, que només entra en la imaginació dels habitants locals amb el despertar nacional del segle xix. Els documents medievals de Moldàvia es referien als moviments de terra com a Troian, probablement en referència a un heroi mitològic del folklore romanès i eslau. L'altra gran fortificació de terra de Romania, Brazda lui Novac (Solc de Novac), també rep el nom d'un heroi mitològic.

## Romania

Diversos murs a Romania, Moldàvia i Ucraïna

Hi ha tres valles a Romania, al sud-centre de la Dobruja, que s'estenen des del Danubi fins a la costa del Mar Negre. Tot i que la cronologia relativa del complex és àmpliament acceptada, la datació exacta de cada fortificació està en disputa actualment. Els erudits situen la seva erecció en diferents dates del període medieval antic, a la segona meitat del primer mil·lenni. Pel que fa als constructors, dues teories han tingut acceptació, amb els partidaris dividits, en gran manera, la línia nacional.
Així, la historiografia búlgara considera que les fortificacions van ser construïdes pel Primer Imperi Búlgar com a defensa contra els diversos grups nòmades que vagaven per les estepes nord-pòntiques. D'altra banda, diversos historiadors romanesos han intentat atribuir almenys una part de les muralles a l'Imperi Romà d'Orient sota els emperadors Joan I Tzimisces i Basili II, que controlaven la regió a la segona part del segle x i al llarg de l’XI.
El vallum més antic i més petit, el petit dic de terra, té 61 km de longitud, que s'estén des de Cetatea Pătulului al Danubi fins a Constanţa a la costa del mar. Totalment de terra, no té edificacions defensives construïdes, però té un fossat al costat sud. Aquesta característica ha estat interpretada com una construcció que indica una població que viu al nord del moviment de terres, per tal de protegir-se d'un enemic del sud.
El segon vallum, el gran dic de terra, de 54 km de longitud, se superposa al menor en alguns trams. Comença al Danubi, segueix la vall de Carasu i acaba a Palas, a l'oest de Constanţa. La seva alçada mitjana és de 3,5 m, i té fossats a banda i banda. Sobre ella s'hi construeixen 63 fortificacions: 35 més grans (castra) i 28 més petites (castella). La distància mitjana entre fortificacions és d'1 km. El vallum presenta signes de reconstrucció.
El darrer vallum que es va construir, el dic de pedra, també és de terra, però té una paret de pedra a la seva cresta. Fa 59 m de llargada i s'estén des del sud d'Axiòpolis fins a la costa del Mar Negre, en un punt situat a 75 m al sud de la petita paret terrestre. L'agger mesura uns 1,5 m d'alçada, mentre que la paret de pedra de la part superior té una alçada mitjana de 2 m. Té un fossat al costat nord i 26 fortificacions, la distància entre elles varia d'1 a 4 km.
La comuna Valu lui Traian (antiga Hasancea) rep el nom del vallum.
A la part nord de Dobrogea, a la riba sud del Danubi, hi havia un mur, construït probablement per Trajà. La muralla es va construir entre l'actual Tulcea i l'antiga ciutat de Halmyris (60 km) a l'est. El mur es va descobrir mitjançant fotografies aèries

## Moldàvia
Les restes a Moldàvia comprenen parets de terra i palissades. Hi ha dos grans fragments conservats a Moldàvia: el mur de Trajà superior i el mur de Trajà del sud (o inferior).
Es creu que la muralla de Trajà meridional a Moldàvia data del segle iii i que va ser construïda per Athanaric i que s'estén des de Romania: Buciumeni-Tiganesti-Tapu-Stoicani i posteriorment altres 126 A km del poble de Vadul lui Isac, al districte de Cahul, al costat del riu Prut, s'estén fins a Ucraïna i acaba al llac Sasyk per Tatarbunar. L'escut del districte de Cahul de Besaràbia, imperi rus, va incorporar el mur de Trajà. Alguns acadèmics com Dorel Bondoc i Costin Croitoru creuen que ho van fer els romans, perquè -per fer-ho- requeria un munt de coneixements i força de treball que bàrbars com Athanaric no tenien.
Es creu que el Mur de Trajà superior va ser construït al segle iv per Greuthungi Goths per tal de defensar la frontera contra els huns. S'estén per 120 km del riu Dniester per Chiţcani al districte de Teleneşti fins al riu Prut i s'estén fins a Tiganesti Sendreni a Romania.
Fragments del mur de Trajà també els troba Leova.

## Ucraïna
La muralla coneguda com a Mur de Trajà a Podòlia s'estén pels moderns districtes de Kamianets-Podilskyi, Nova Ushytsia (Uşiţa) i Khmelnytskyi. Una part del mur moldau del Baix Trajà acaba a Ucraïna (Mur de la serp).

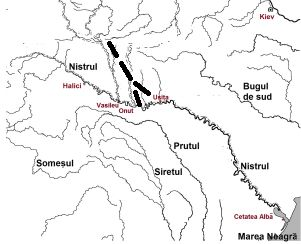
Mur de Trajà a Ucraïna segons AV Boldur

L'historiador Alexandru V. Boldur considera que el "Mur de Trajà" que comença a prop d'Uşiţa, al riu Dnièster, és el límit occidental dels territoris del segle xiii com Bolokhoveni.